# Michael Strong
Pour les articles homonymes, voir Strong.
Michael Strong (nom de scène de Cecil Natopoff), né le 8 février 1918 à New York et mort le 17 septembre 1980 à Los Angeles, est un acteur américain.

## Biographie
Né Cecil Natopoff de parents d'origine russe émigrés en 1903 à New York, Michael Strong y débute au théâtre à Broadway en 1941, dans Spring Again d'Isabel Leighton (en) et Bertram Bloch (avec Robert Keith et C. Aubrey Smith). Suivent dix-neuf autres pièces sur les planches new-yorkaises, dont Histoire de détective (en) de Sidney Kingsley (en) (1949-1950, avec Ralph Bellamy et Jean Adair), Anastasia de Marcelle Maurette (1954-1955, avec Viveca Lindfors et Hurd Hatfield), Après la chute d'Arthur Miller (1964-1965, avec Jason Robards et Barbara Loden) et La Danse de mort d'August Strindberg (1971, avec Viveca Lindfors et Rip Torn), son avant-dernière pièce à Broadway ; sa dernière est représentée en 1978.
Au cinéma, il contribue à seulement huit films américains, le premier sorti en 1950 ; le deuxième est Histoire de détective de William Wyler (1951, avec Kirk Douglas et Eleanor Parker), adaptation de la pièce éponyme précitée, où il reprend son rôle créé à Broadway du voleur Lewis Abbott. Son troisième film est le court métrage Les Méfaits du tabac réalisé en 1959 par Paul Newman (mais sorti seulement en 1962), adaptation du monologue éponyme d'Anton Tchekhov, où il personnifie Ivan Ivanovitch Nioukhine, joué cette même année 1959 à l'Actors Studio, dont il est membre.
Parmi ses films suivants, mentionnons Un truand de Bernard Girard (1966, avec James Coburn et Camilla Sparv), Le Point de non-retour de John Boorman (1967, avec Lee Marvin et Angie Dickinson) et Patton de Franklin J. Schaffner (1970, avec George C. Scott dans le rôle-titre et Karl Malden), son avant-dernier film ; le dernier est The Great Santini de Lewis John Carlino (1979, avec Robert Duvall et Blythe Danner).
Très actif également à la télévision américaine, il apparaît dans quatre-vingt-deux séries, la première dès 1948. Citons Studio One (cinq épisodes, 1954-1956), Les Accusés (quatre épisodes, 1962-1963), Mission impossible (quatre épisodes, 1967-1970), Columbo (un épisode, 1974) et Hawaï police d'État (trois épisodes, 1971-1979).
S'ajoutent neuf téléfilms, le premier diffusé en 1959 ; le troisième est The Iceman Cometh de Sidney Lumet (1960, avec Jason Robards et Myron McCormick), adaptation de la pièce éponyme d'Eugene O'Neill. Ses deux ultimes séries (dont Galactica 1980, deux épisodes) et son dernier téléfilm sont diffusés en 1980.
Michael Strong meurt cette même année 1980 d'un cancer de l'estomac, à 62 ans.

## Théâtre à Broadway (intégrale)
- 1941-1942 : Spring Again d'Isabel Leighton (en) et Bertram Bloch : Joe Crumb
- 1942-1943 : Gens de Russie (en) (The Russian People) de Constantin Simonov, adaptation de Clifford Odets, décors de Boris Aronson : un soldat de l'Armée Rouge
- 1943 : I'll Take the High Road de Lucille S. Prumbs : Caporal Stuart Charters
- 1944 : Thank You, Svoboda de Hy S. Kraft : le soldat Schmatz
- 1944 : Men to the Sea d'Herbert Kubly, décors d'Howard Bay : Chauncey
- 1945 : It's a Gift de Curt Goetz et Dorian Otvos : Herbert Kraft
- 1947 : The Whole World Over de Constantin Simonov, adaptation de Thelma Schnee : Nicolai Nekin
- 1949-1950 : Histoire de détective (en) (Detective Story) de (et mise en scène par) Sidney Kingsley (en), production d'Howard Lindsay et Russel Crouse, décors de Boris Aronson : Lewis Abbott
- 1950-1951 : Un ennemi du peuple (An Enemy of the People) d'Henryk Ibsen, adaptation d'Arthur Miller : Billing
- 1953 : Les Habits de l'Empereur (The Emperor's Clothes) de George Tabori : un des frères Rottenbiller
- 1954-1955 : Anastasia de Marcelle Maurette[1], adaptation de Guy Bolton, mise en scène d'Alan Schneider : Dr Sirensky
- 1956 : Un mois à la campagne (A Month in the Country) d'Ivan Tourgueniev, adaptation d'Emlyn Williams, mise en scène de Michael Redgrave : Arkadi Sergueïevitch Islaïev (rôle également tenu Off-Broadway la même année)
- 1958 : The Firstborn de Christopher Fry, mise en scène d'Anthony Quayle, décoors de Boris Aronson : Aaron
- 1961 : Rhinocéros (Rhinoceros) d'Eugène Ionesco, adaptation de Derek Prouse, mise en scène de Joseph Anthony : Shiftor
- 1964 : Après la chute (After the Fall) d'Arthur Miller, mise en scène d'Elia Kazan, décors et lumières de Jo Mielziner, costumes d'Anna Hill Johnstone : Dan
- 1964 : Marco Millions d'Eugene O'Neill, mise en scène de José Quintero : l'oncle de Marco
- 1964 : The Changeling de Thomas Middleton et William Rowley, mise en scène d'Elia Kazan : Alibius
- 1964-1965 : Incident à Vichy (en) (Incident at Vichy) d'Arthur Miller, décors de Boris Aronson] : LeBeau
- 1971 : La Danse de mort (Dance of Death) d'August Strindberg, mise en scène d'Alfred Ryder : Kurt
- 1978 : Taxi Tales de leonard Melfi : Daddy / M. Tucker / Speed

## Filmographie

### Cinéma (intégrale)
- 1950 : The Sleeping City de George Sherman : Dr Alex Connell
- 1951 : Histoire de détective (Detective Story) de William Wyler : Lewis Abbott
- 1962 : Les Méfaits du tabac (On the Harmfulness of Tobacco) de Paul Newman (court métrage) : Ivan Ivanovitch Nioukhine
- 1966 : Un truand (Dead Heat on a Merry-Go-Round) de Bernard Girard : Paul Feng
- 1967 : Le Point de non-retour (Point Break) de John Boorman : Stegman
- 1968 : Cérémonie secrète (Secret Ceremony) de Joseph Losey : Dr Walter Stevens
- 1970 : Patton de Franklin J. Schaffner : Brigadier-général Hobart Carver
- 1979 : The Great Santini de Lewis John Carlino : Colonel Varney

### Télévision

#### Séries
- 1950-1955 : The Philco Television Playhouse
  - Saison 2, épisode 41 The Bump on Brannigan's Head (1950) : rôle non spécifié
  - Saison 7, épisode 4 Time of Delivery (1954) de Robert Mulligan et épisode 23 The Death of Billy the Kid (1955 : John Poe) de Robert Mulligan
  - Saison 8, épisode 3 A Man Is Ten Feet Tall (1955) de Robert Mulligan : Lloyd Mills
- 1952-1953 : Suspense
  - Saison 5, épisode 1 Blue Panther (1952) de Robert Mulligan : Ben Shaley
  - Saison 6, épisode 43 Once a Killer (1954) : rôle non spécifié
- 1954-1956 : Studio One
  - Saison 6, épisode 29 Stir Mugs (1954) : Sergent « Boom » Lacey
  - Saison 7, épisode 42 The Day Before the Wdedding (1955 : Harry Henderson) de Seymour Robbie et épisode 46 Julius Caesar (1955 : Casca) de Daniel Petrie
  - Saison 8, épisode 25 A Favor for Sun (1956 : Otis) et épisode 44 An Incident of Love (1956 : Dave)
- 1958-1963 : Naked City
  - Saison 1, épisode 13 And a Merry Christmas to the Force on Patrol (1958) de Stuart Rosenberg et épisode 25 The Bumper (1959) de John Brahm : Détective Hal Perleman
  - Saison 4, épisode 17 Robin Hood and Clarence Darrow, They Went Out with Bow and Arrow (1963) de Stuart Rosenberg : Henry
- 1962 : Les Incorrutibles (The Untouchables), saison 3, épisode 18 Les Frères Stryker (The Stryker Brothers) de Stuart Rosenberg : Morton Stryker
- 1962-1963 : Les Accusés (The Defenders)
  - Saison 1, épisode 22 The Empty Chute (1962) de Jack Smight : Sergent Jesse Cobb
  - Saison 2, épisodes 6 et 7 Madman, Parts I & II (1962) de Stuart Rosenberg : Dr Sobranie
  - Saison 3, épisode 1 The Weeping Baboon (1963) de Stuart Rosenberg : Dr Sobranie
- 1963 : Suspicion (The Alfred Hitchcock Hour), saison 1, épisode 16 What Really Happened de Jack Smight : Molloy
- 1966 : Des agents très spéciaux (The Man from U.N.C.L.E.), saison 2, épisode 17 L'Île aux pourceaux (The Deadly Goddess Affair) de Seymour Robbie : Narouz
- 1966 : Le Fugitif (The Fugitive)
  - Saison 3, épisode 29 In a Plein Papper Wrapper de Richard Donner : Shaw
  - Saison 4, épisode 3 A Clean and Quiet Town de Mark Rydell : Ollie Enright
- 1966 : Star Trek, saison 1, épisode 7 La Planète des illusions (What Are Little Girls Made Of?) de James Goldstone : Dr Roger Korby
- 1966-1972 : Sur la piste du crime (The F.B.I.)
  - Saison 2, épisode 6 The Plague Merchant (1966) de Lewis Allen : Martin Jago
  - Saison 3, épisode 15 Act of Violence (1968) de Gene Nelson : Paul Gray
  - Saison 4, épisode 10 The Intermediary (1968) de Don Medford : William MacKenzie
  - Saison 8, épisode 7 The Engineer (1972) de Philip Abbott : Miles Currier
- 1966-1973 : Gunsmoke ou Police des plaines (Gunsmoke ou Marshal Dillon)
  - Saison 12, épisode 1 Snap Decision (1966) de Mark Rydell : Shaver
  - Saison 18, épisode 21 Kimbro (1973) de Gunnar Hellström : Peak Stratton
- 1967 : Le Frelon vert (The Green Hornet), saison unique, épisode 24 Meurtre à distance (Hornet, Save Thyself) de Seymour Robbie : Dale Hyde
- 1967 : Les Espions (I Spy), saison 2, épisode 26 Train de nuit pour Madrid (Night Train to Madrid) : Kutna
- 1967 : Cimarron, saison unique, épisode 1 Journey to a Hanging de Vincent McEveety : Latch
- 1967 : Match contre la vie (Run for Your Life), saison 3, épisode 10 Tell It Like It Is de Ben Gazzara : Lieutenant Herbert Decker
- 1967-1970 : Mission impossible (Mission: Impossible)
  - Saison 1, épisode 18 Le Jugement (The Trial, 1967) de Lewis Allen : Barsky
  - Saison 2, épisode 7 Opération Cœur (Operation Heart, 1967 : Stephan Gomalk) et épisode 18 L'Émeraude (The Emerald, 1968 : Yorgi Petrosian) de Michael O'Herlihy
  - Saison 5, épisode 8 Anna (Decoy, 1970) de Seymour Robbie : le chef de la police Petrovitch
- 1968 : La Grande Vallée (The Big Valley), saison 3, épisode 17 Jours de colère (Days of Wrath) de Virgil W. Vogel : Cass Hyatt
- 1968 : Mannix, saison 1, épisode 23 Le suicide se porte bien (To Kill a Writer) : Dwight West
- 1969 : Peyton Place, saison 5, épisode 54 (sans titre) d'Everett Chambers : le juge
- 1969 : Opération vol (It Takes a Thief), saison 3, épisode 1 Saturday Night in Venice de Jack Arnold : Colonel Malkov
- 1970 : Dan August, saison unique, épisode 7 Invitation to Murder de Robert Douglas : Amos Barnes
- 1971 : L'Immortel (The Immortal), saison unique, épisode 16 Un frère sans famille (My Brother's Keeper) : Jason Richards
- 1971 : Longstreet, saison unique, épisode 11 This Little Poggy Went to Marquette de Charles S. Dubin : Max Jackowitz
- 1971-1979 : Hawaï police d'État (Hawaii Five-0)
  - Saison 4, épisode 7 Air Cargo (Air Cargo – Dial for Murder, 1971) de Michael O'Herlihy : Fred Grayson
  - Saison 6, épisode 17 Pigeon ne vole pas (One Born Every Minute, 1974) de Charles S. Dubin : Harry Maguire
  - Saison 12, épisode 4 La Fin du paradis (Through the Heavens, 1979) : Meredith Howell
- 1972 : Le Sixième Sens (The Sixth Sense), saison 2, épisode 3 Witness Withing : Frank Moore
- 1972-1973 : Cannon
  - Saison 1, épisode 20 Le Cobaye (To Kill a Guinea Pig, 1972) : Les Brooks
  - Saison 3, épisode 15 Détournement aérien (A Well Remembered Terror, 1973) de Seymour Robbie : Vince
- 1973-1976 : Police Story
  - Saison 1, épisode 2 Dangerous Games (1973) de John Badham : Lassiter
  - Saison 4, épisode 1 Payment Deferred (1976) de Corey Allen : Détective Hoopman
- 1973-1977 : Les Rues de San Francisco (The Streets of San Francisco)
  - Saison 1, épisode 18 La Chambre d'en face (A Room with a View, 1973) de Walter Grauman : Abbie Groat
  - Saison 3, épisode 22 Labyrinthe (Labyrinth, 1975) de William Hale : Al Ginnis
  - Saison 4, épisode 20 Le Clown de la mort (Clown to Death, 1976) de Virgil W. Vogel : Red Ashburn
  - Saison 5, épisode 13 Les Cannibales (The Cannibals, 1977) de Walter Grauman : M. Stockwood
- 1974 : L'Homme de fer (Ironside), saison 7, épisode 22 Le Contrat (Come Eleven, Come Twelve) de Don Weis : Wilkens
- 1974 : Columbo, saison 4, épisode 2 Réaction négative (Negative Reaction) d'Alf Kjellin : Sergent Hoffman
- 1974 : La Planète des singes (Planet of the Apes), saison unique, épisode 7 Le Chirurgien (The Surgeon) d'Arnold Laven : Travin
- 1974 : Dossiers brûlants (Kotchalk: The Night Stalker), saison unique, épisode 10 Sur le sentier de la guerre (The Energy Eater) : Walter Green
- 1975 : Docteur Marcus Welby (Marcus Welby, M.D.), saison 7, épisode 6 To Live Another Day de Marc Daniels : Lee Zimmer
- 1977 : L'Homme qui valait trois milliards (The Six Million Dollar Man), saison 4, épisode 18 Carnaval d'espions (Carnival of Spies) : Herman Lover
- 1977 : L'Homme de l'Atlantide (Man from Atlantis), saison unique, épisode 12 La Sirène (Siren) : Hugh Trevanian
- 1978 : Quincy (Quincy, M.E.), saison 3, épisode 15 Passing : Mob Boss
- 1978 : Lou Grant, saison 1, épisode 20 Spies de Charles S. Dubin : Harold Sohner
- 1978-1979 : Barnaby Jones
  - Saison 6, épisode 20 Uninvited Peril (1978) : Stuart Compton
  - Saison 8, épisode 1 Man on Fire (1979) de Seymour Robbie : Harry Norton
- 1980 : Galactica 1980, saison unique, épisodes 2 et 3 Voyage dans le temps, 1re et 2e parties (Galactica Discovers Earth, Parts I & II) de Sidney Hayers : le vieil homme, chef de la résistance

#### Téléfilms
- 1959 : Summer of Decision de William A. Graham : M. Poole
- 1960 : The Iceman Cometh de Sidney Lumet : Chuck
- 1968 : The Mystery of Edward Sims de Seymour Robbie (diffusé en deux parties dans le cadre de l'émission Le Monde merveilleux de Disney) : Eldon Kane
- 1971 : D.A.: Conspiracy to Kill de Paul Krasny : Arthur DeHaven
- 1971 : Travis Logan, D.A. de Paul Wendkos : Dr Reichert
- 1975 : Reine d'un soir (Queen of the Stardust Ballroom) de Sam O'Steen : Jack
- 1978 : Overboard de John Newland : Bernie Bertelli
- 1980 : This Year's Blonde de John Erman : Sol Silverman

## Note et référence
1. ↑  Pièce adaptée au cinéma en 1956, sous le même titre.